# Iván Moreno (futbolista nacido en 1975)
Iván Moreno Ruiz (Ciudad de México, México, 17 de mayo de 1975). Es un exfutbolista mexicano que jugó como delantero en el Cruz Azul.

## Trayectoria
Debutó en la primera división mexicana el sábado 19 de enero de 2002 en la victoria de Cruz Azul sobre Tecos por 3-1, partido de la jornada dos del Verano 2002.

### Clubes
| Club                | País                | Año         | Partidos | Goles | Media |
| ------------------- | ------------------- | ----------- | -------- | ----- | ----- |
| Cruz Azul F.C.      | México              | 2002 - 2004 | 6        | 1     | 0.17  |
| Cruz Azul Oaxaca    | México              | 2003 - 2005 | 15       | 7     | 0.47  |
| Total en su carrera | Total en su carrera | 2002 - 2005 | 21       | 8     | 0.38  |